# Municipio de Morelos (Michoacán)
Morelos es uno de los 113 municipios en que se encuentra dividido el estado mexicano de Michoacán de Ocampo. Su cabecera municipal es la ciudad de Villa Morelos. Forma parte de la Región 2. Bajío del mismo estado.

## Geografía
Se encuentra en la zona norte de la entidad y abarca una superficie aproximada de 184 km². Limita al norte con el municipio de Puruándiro y el estado de Guanajuato; al este con el estado de Guanajuato y los municipios de Huandacareo y Chucándiro; al sur con los municipios de Chucándiro y Huaniqueo; al oeste con los municipios de Huaniqueo, Jiménez y Puruándiro.

## Demografía
La población total del municipio de Morelos es de 7983 habitantes, lo que representa un decrecimiento promedio de -0.14 anual en el período 2010-2020 sobre la base de los 8091 habitantes registrados en el censo anterior. Al año 2020 la densidad del municipio era de 43,53 hab/km².
| Gráfica de evolución demográfica de Municipio de Morelos entre 2000 y 2020 |
|                                                                            |
| Fuente: Instituto Nacional de Estadística Geografía e Informática          |

En el año 2010 estaba clasificado como un municipio de grado bajo de vulnerabilidad social, con el 10.29 % de su población en estado de pobreza extrema.
La población del municipio está mayoritariamente alfabetizada (11.29 % de personas analfabetas al año 2010) con un grado de escolarización en torno de los 5.5 años. Solo el 0.47 % de la población se reconoce como indígena.
El 95.96 % de la población profesa la religión católica. El 1.64 % adhiere a las iglesias protestantes, evangélicas y bíblicas.

### Localidades
En el censo de 2020 el municipio de Morelos contaba con 32 localidades.
| Código INEGI      | Localidad         | Población (2020) |
| ----------------- | ----------------- | ---------------- |
| 160540001         | Villa Morelos     | 2 526            |
| Otras localidades | Otras localidades | 5 457            |
| Total municipal   | Total municipal   | 7 983            |

## Educación y salud
En 2010, el municipio contaba con escuelas preescolares, primarias, secundarias y una escuela de educación media (bachillerato). Contaba con 8 unidades destinadas a la atención de la salud, con un total de 15 personas como personal médico. El 36.7 % de la población (4034 personas), no habían completado la educación básica, carencia social conocida como rezago educativo. El 36.8 % (4042 personas) carecían de acceso a servicios de salud.

## Monumentos históricos
Por su valor patrimonial se conservan:
- Exconvento e Iglesia de los Agustinos y ex hospital de los indígenas
- Presidencia Municipal, construida en el siglo XVI
- Presidencia Municipal, construida en el siglo XIX
- Capilla del Santuario de Guadalupe y parroquia de San Nicolás
- Ruinas de San Angel y San Miguel